# Приморск (порт)
Порт Приморск (Морской торговый порт Приморск) — крупнейший российский нефтеналивной порт на Балтике, конечная точка Балтийской трубопроводной системы. Порт расположен на материковой части пролива Бьёркезунд Финского залива Балтийского моря, в 5 километрах юго-восточнее города Приморска.

## История строительства
В 1980-е годы основная часть внешнеторговых грузоперевозок СССР на Балтике шла через советские прибалтийские республики. На долю российских портов (Калининград, Ленинград, Выборг, Высоцк) приходилось примерно 25 % общего грузооборота. В 1991 году СССР перестал существовать, и на его территории образовались новые государства, в частности Российская Федерация. В России находилось 4 из 9 балтийских портов СССР, при этом порт в Калининграде не имел прямого сухопутного сообщения со страной. Их мощностей не хватало, и приходилось платить другим государствам за использование иностранных портов и транзит грузов по их территории (включая перевозки в Калининград). Для минимизации зависимости от иностранных портов в 1993 году было принято распоряжение правительства о строительстве трёх новых портов в Ленинградской области. Один из них должен был стать нефтеналивным — альтернативой крупнейшему в СССР нефтеналивному порту в Вентспилсе на территории Латвии.
Строительство Приморского нефтеналивного порта было начато в 2000 году, первая очередь с двумя причалами сдана в эксплуатацию в декабре 2001 года. Вторая и третья очередь сданы в 2004 и 2006 годах, количество причалов для танкеров увеличилось до четырёх. Открыт терминал по перегрузке светлых нефтепродуктов.

## Характеристики порта
Площадь сухопутной территории порта составляет 2,5 км², площадь акватории — 32,3 км². Порт предназначен для обслуживания танкеров дедвейтом до 150 000 тонн, длиной до 307 м, шириной 55 м и осадкой 15,5 м. То есть судов с близкой к максимальной осадке кораблей способных заходить из океана в Балтийское море. Ввиду ограниченных глубин в Датских проливах супертанкеры не могут заходить в Балтику. В порту 9 причалов, 3 из них для портового флота, максимальная глубина у причала 18,2 м. Наливные суда обслуживаются шестью азимутальными буксирами: из них три мощностью 2,6 МВт, тягой 40 т проекта 16609, два буксира мощностью 4 МВт, тягой 65 т проекта 21110 и один проекта 1233 мощностью 3,7 МВт с тягой 64 т. На территории порта находятся 18 резервуаров для хранения нефти, ёмкостью по 50000 тонн, ёмкости для хранения светлых нефтепродуктов и несколько резервуаров аварийного сброса. Общая ёмкость резервуаров для хранения нефти составляет 921 тыс. тонн, для хранения светлых нефтепродуктов 240 тыс. тонн.

## Грузооборот
Указаны миллионы тонн.
|               | 2002 | 2003 | 2004 | 2005 | 2006 | 2007 | 2008 | 2009 | 2010 | 2011 | 2012 | 2013 | 2014 | 2015 | 2016 | 2017 | 2018 | 2019 | 2020 | 2021 | 2022 | 2023 |
| Нефтепродукты | —    | —    | —    | —    | —    | —    | 1,56 | 4,25 | 5,81 | 5,00 | 6,52 | 9,30 | 11,3 | 14,5 | 13,7 | 13,6 | 14,9 | 13,5 | 16,1 | 16,7 |      |      |
| Нефть         | 12,4 | 17,7 | 44,6 | 57,3 | 66,1 | 74,2 | 74,0 | 74,9 | 71,7 | 70,1 | 68,2 | 54,5 | 42,4 | 45,1 | 50,7 | 44,0 | 38,5 | 47,5 | 33,2 | 36,3 |      |      |
| Итого         | 12,4 | 17,7 | 44,6 | 57,3 | 66,1 | 74,2 | 75,6 | 79,2 | 77,5 | 75,1 | 74,8 | 63,8 | 53,7 | 59,6 | 64,4 | 57,6 | 53,5 | 61,0 | 49,3 | 53,0 | 57,1 | 63,1 |